# 菅井洋平
菅井 洋平（すがい ようへい、1985年8月30日 - ）は、栃木県足利市久保田町出身の元陸上競技選手。専門は走幅跳で、自己ベストは日本歴代6位の8m18。2015年北京世界選手権の日本代表。

## 経歴
栃木県足利市久保田町出身。血液型はO型。足利市立久野小学校、足利市立愛宕台中学校、群馬県立太田工業高等学校、順天堂大学卒業。チームミズノアスレティック、ミズノトラッククラブに所属し、2017年に現役を引退。

### 中学時代まで
小学生時代は野球に取り組んでいたが、中学1年時に「個人競技のほうが自分には向いているかな」と思い、陸上競技部へ入部して陸上競技を始めた。走幅跳（と短距離）に取り組み、3年時には全日本中学校選手権に出場を果たしている（結果は予選敗退）。中学時代のベストは6m55。

### 高校時代
太田工業高校に進学し、学校までは自転車で30-40分かけて通った。冬になると赤城颪という強い風が吹き、行きは必ず向かい風だったため自転車をこぐ力は鍛えられ、走幅跳に生かされているのかもしれないという。高校時代はスプリント練習ばかりで跳躍選手らしい練習をしたことはほとんどなかったが、1年時に国民体育大会（少年B）で6位、3年時にはインターハイで4位、国民体育大会（少年A）で初の全国タイトルを獲得するなど活躍し、自己ベストも7m66まで伸ばした。高校卒業後の進路は誘いを受けていたこともあり、高校の先生の出身大学でもある順天堂大学に進学を決めたが、当初は「陸上は高校生までで、その後は就職するのかな」くらいの考えでいたため、進学を決めたのもインターハイ後だった。

### 大学時代

#### 1-2年時
2004年に順天堂大学に進学したが、自ら積極的に競技を続けようと思っていたわけではなかったのでモチベーションはそんなに高くなく、それに加えて高校時代は技術的な練習を何もやっていなかったため、当初は越川一紀（陸上部監督・跳躍コーチ）の指導も何を言ってるのかさっぱり分からなかった。そのため、（練習などを）やらされている感が強く、跳ぶ練習は本当に嫌だったという。インカレ（関東インカレ・日本インカレ）では入賞することができず、高校時代の自己ベストも更新することができなかった。

#### 3-4年時
しかし、分からないなりに跳躍練習をコツコツと積み重ねた結果、監督の言うことが分かるようになった3年時に躍進。5月の関東インカレと6月の日本インカレでそれぞれ4位入賞を果たし、高校時代の自己ベストも3年ぶりに更新した。4年時には5月の関東インカレを7m62（+1.1）で制して初のインカレタイトルを獲得すると、6月の日本選手権は7m79（+1.3）で2位に入り、7月のアジア選手権では初の日本代表を経験した。2008年2月のアジア室内選手権では7m70の自己ベストで4位に入り、メダルまで2cm差と迫った。

### 社会人時代

#### 2008年
大学卒業後はチームミズノアスレティックに所属して競技を続けると、6月の日本選手権で8m13 (+3.0)をマーク。追い風参考記録ながら北京オリンピック参加標準記録B（8m05）を上回るジャンプで初優勝を飾ったが、最終的に公認記録で参加標準を突破することはできず、オリンピック出場は叶わなかった。10月には国民体育大会を7m90（+0.2）の自己ベスト（当時）で制し、成年の部では初優勝を成し遂げた。

#### 2009年
昨シーズンの活躍が認められてミズノトラッククラブ所属になると、6月の日本選手権では5回目の跳躍でベルリン世界選手権参加標準記録B（8m05）に迫る8m00（+0.6）をマーク。公認記録では自身初となる8mジャンプを達成したが、セカンド記録の差で荒川大輔に敗れて2連覇を逃した。9月の全日本実業団選手権は7m89（+2.6）で初優勝を飾った（以降2014年大会まで6連覇を達成）。

#### 2010年
6月の日本選手権では優勝を決めた後の6回目の跳躍で日本歴代6位タイ（当時）の記録となる8m10（+1.8）をマーク。この結果、11月の広州アジア大会日本代表に選出されたが、迎えた大会では7m63（-0.2）の4位でメダルを逃した（3位と33cm差）。

#### 2011年
6月の日本選手権では7m94（+1.0）で2連覇を達成するも、大邱世界選手権の参加標準記録B（8m10）を突破することはできなかった。神戸での開催となった7月のアジア選手権は8m02（+3.2）の4位に終わり、猿山力也との銅メダル争いに2cm差で敗れてメダルを逃した（2位とも2cm差）。

#### 2012年
4月21日のマウント・サック・リレーで8m09（0.0）をマークし、自己ベストおよびロンドンオリンピック参加標準記録B（8m10）に1cm差と迫った。しかし、その後は参加標準記録を突破するに至らず、6月の日本選手権でも7m76（0.0）の2位（1位と2cm差）で3連覇を逃した。オリンピック出場を逃したショックは大きく、「しばらく何も考えられず、練習しても全然身が入ってなかった」という。

#### 2013年
4月のアメリカ遠征出発前日の練習で右脚ハムストリングスを痛め、怪我でのスタートとなった。なんとか出場できた6月の日本選手権は7m43（-0.1）の6位に終わり、表彰台を7年ぶりに逃した。

#### 2014年
怪我のため4月のアメリカ遠征をキャンセルすることとなり（出発前日の練習で右脚ふくらはぎに軽い肉離れ）、2年連続怪我でのスタートとなった。しかし、シーズン初戦となった4月の織田記念を7m98（+1.8）で制すると、5月の東日本実業団選手権では追い風参考記録ながら自己ベスト（当時8m10）を上回る8m16（+2.5）をマークした。ところが、6月の日本選手権では7m83（+0.4）の2位で3年ぶりの優勝を逃し（1位と11cm差）、仁川アジア大会日本代表の選考からも漏れた。

#### 2015年
2年連続怪我でのスタートになっていたため、4月のアメリカ遠征出発前日の練習では助走練習をしないで120m走を行った。怪我もなく無事アメリカに出発すると、4月18日のマウント・サックリレーの3回目の跳躍で5年ぶりの自己ベスト（当時）となる8m11（+0.6）をマーク。自己ベストおよび北京世界選手権参加標準記録（8m10）を上回ると、6回目の跳躍では日本歴代3位（当時）の記録となる8m18（+1.3）をマークした。優勝すれば北京世界選手権日本代表に内定する6月の日本選手権は7m88（-0.1）で4年ぶり4度目の優勝を飾り、ついに世界選手権日本代表の座を掴んだ。世界大会デビューとなった8月の北京世界選手権だったが、大会2週間前の記録会で踵を痛めてしまい、大会までまともに走ることができなかった。それでも痛み止めの注射を打って試合に臨むと、1回目の跳躍で7m92（-0.6）をマークしたが、2回目は7m60（+0.9）、3回目は7m89（+0.7）と記録を伸ばせず、6cm差で決勝進出を逃した。

#### 2016年
自身2度目の世界大会となった2016年3月のポートランド世界室内選手権は、右踵の治りが長引いたために全助走の練習が全くできないという状況で臨むこととなり、結果は自己ベスト（7m70）には程遠い7m35の12位に終わった。その後は4月3日のテキサスリレーで右踵を再び負傷し、テキサスリレー以来の試合となった6月の日本選手権は7m45（+0.2）で14位に終わった。

#### 2017年
12月7日に今シーズン限りで現役引退することを発表した。今後もミズノに残り、社員として社業に専念する。

## 人物
尊敬する選手は2000年シドニーオリンピック男子走幅跳の金メダリストであるイバン・ペドロソ。

## 自己ベスト
記録欄の（　）内の数字は風速（m/s）で、+は追い風を意味する。
| 種目   | 記録        | 年月日                     | 場所          | 備考        |
| 屋外   | 屋外        | 屋外                       | 屋外          | 屋外        |
| ------ | ----------- | -------------------------- | ------------- | ----------- |
| 走幅跳 | 8m18 (+1.3) | 2015年4月18日              | ウォルナット  | 日本歴代6位 |
| 室内   |             |                            |               |             |
| 走幅跳 | 7m70        | 2008年2月16日 2014年2月9日 | ドーハ 大阪市 |             |

### 年次ベスト
太字は自己ベストを意味する。
| 年            | 走幅跳                  | 月日             | 備考                              |
| ------------- | ----------------------- | ---------------- | --------------------------------- |
| 2000年 (中3)  | 6m55 (+0.8)             | 9月17日          |                                   |
| 2001年 (高1)  | 7m14 (+0.7)             | 7月14日          |                                   |
| 2002年 (高2)  | 7m25 (+0.1)             | 6月14日          |                                   |
| 2003年 (高3)  | 7m66 (-0.1)             | 10月27日         |                                   |
| 2004年 (大1)  | 7m47 (+1.1)             | 9月9日           |                                   |
| 2005年 (大2)  | 7m41 (+1.5)             | 6月11日          |                                   |
| 2006年 (大3)  | 7m72 (+1.5)             | 6月9日           |                                   |
| 2007年 (大4)  | 7m82 (+1.3)             | 7月16日          |                                   |
| 2008年 (社1)  | 7m90 (+0.2) 7m90 (+1.4) | 10月5日 10月19日 |                                   |
| 2009年 (社2)  | 8m00 (+0.6)             | 6月26日          |                                   |
| 2010年 (社3)  | 8m10 (+1.8)             | 6月5日           | 当時日本歴代6位タイ 日本ランク1位 |
| 2011年 (社4)  | 8m03 (+1.8)             | 6月26日          |                                   |
| 2012年 (社5)  | 8m09 (0.0)              | 4月21日          | 日本ランク1位                     |
| 2013年 (社6)  | 7m91 (+1.3)             | 10月4日          | 日本ランク1位                     |
| 2014年 (社7)  | 8m00 (+1.8)             | 9月21日          | 日本ランク1位                     |
| 2015年 (社8)  | 8m18 (+1.3)             | 4月18日          | 日本歴代6位 日本ランク1位         |
| 2016年 (社9)  | 7m75 (+1.6)             | 4月2日           |                                   |
| 2017年 (社10) | 7m65 (+1.0)             | 6月24日          |                                   |

現役時代は8m超えを18回マークした（追い風参考記録を含む）。

## 主要大会成績
備考欄の記録は当時のもの

### 国際大会
| 年         | 大会                  | 場所         | 種目   | 結果 | 記録        | 備考       |
| ---------- | --------------------- | ------------ | ------ | ---- | ----------- | ---------- |
| 2007 (大4) | アジア選手権 (en)     | アンマン     | 走幅跳 | 6位  | 7m69 (+1.3) |            |
| 2008 (大4) | アジア室内選手権 (en) | ドーハ       | 走幅跳 | 4位  | 7m70        | 自己ベスト |
| 2009 (社2) | アジア選手権 (en)     | 広州         | 走幅跳 | 6位  | 7m78 (+1.1) |            |
| 2010 (社3) | アジア大会            | 広州         | 走幅跳 | 4位  | 7m63 (-0.2) |            |
| 2011 (社4) | アジア選手権          | 神戸         | 走幅跳 | 4位  | 8m03 (+3.2) |            |
| 2012 (社4) | アジア室内選手権 (en) | 杭州         | 走幅跳 | 7位  | 7m54        |            |
| 2015 (社8) | アジア選手権          | 武漢         | 走幅跳 | 6位  | 7m67 (-0.4) |            |
| 2015 (社8) | 世界選手権            | 北京         | 走幅跳 | 予選 | 7m92 (-0.6) | 全体16位   |
| 2016 (社8) | 世界室内選手権 (en)   | ポートランド | 走幅跳 | 12位 | 7m35        |            |

### 日本選手権
| 年          | 大会    | 場所     | 種目   | 結果 | 記録        | 備考                            |
| ----------- | ------- | -------- | ------ | ---- | ----------- | ------------------------------- |
| 2006 (大3)  | 第90回  | 神戸市   | 走幅跳 | 18位 | 7m17 (+1.6) |                                 |
| 2007 (大4)  | 第91回  | 大阪市   | 走幅跳 | 2位  | 7m79 (+1.3) |                                 |
| 2008 (社1)  | 第92回  | 川崎市   | 走幅跳 | 優勝 | 8m13 (+3.0) |                                 |
| 2009 (社2)  | 第93回  | 広島市   | 走幅跳 | 2位  | 8m00 (+0.6) | 自己ベスト (公認記録初の8m超え) |
| 2010 (社3)  | 第94回  | 丸亀市   | 走幅跳 | 優勝 | 8m10 (+1.8) | 日本歴代6位タイ                 |
| 2011 (社4)  | 第95回  | 熊谷市   | 走幅跳 | 優勝 | 7m94 (+1.0) |                                 |
| 2012 (社5)  | 第96回  | 大阪市   | 走幅跳 | 2位  | 7m76 (0.0)  |                                 |
| 2013 (社6)  | 第97回  | 調布市   | 走幅跳 | 6位  | 7m43 (-0.1) |                                 |
| 2014 (社7)  | 第98回  | 福島市   | 走幅跳 | 2位  | 7m83 (+0.4) |                                 |
| 2015 (社8)  | 第99回  | 新潟市   | 走幅跳 | 優勝 | 7m88 (-0.1) |                                 |
| 2016 (社9)  | 第100回 | 名古屋市 | 走幅跳 | 14位 | 7m45 (+0.2) |                                 |
| 2017 (社10) | 第101回 | 大阪市   | 走幅跳 | 7位  | 7m65 (+1.0) |                                 |

### その他
| 年          | 大会                     | 場所         | 種目    | 結果     | 記録            | 備考                    |
| ----------- | ------------------------ | ------------ | ------- | -------- | --------------- | ----------------------- |
| 2000 (中3)  | 全日本中学校選手権       | 長崎市       | 走幅跳  | 予選     | 5m62 (-0.8)     |                         |
| 2001 (高1)  | 国民体育大会             | 宮城県       | 走幅跳  | 6位      | 6m98 (+1.0)     |                         |
| 2001 (高1)  | 国民体育大会             | 宮城県       | 4x100mR | 予選     | 41秒07 (1走)    |                         |
| 2002 (高2)  | インターハイ             | 那珂市       | 走幅跳  | 6位      | 7m23            |                         |
| 2003 (高3)  | 日本ジュニア選手権       | 前橋市       | 走幅跳  | 15位     | 6m74 (+0.5)     |                         |
| 2003 (高3)  | インターハイ             | 長崎市       | 走幅跳  | 4位      | 7m46 (+0.9)     |                         |
| 2003 (高3)  | 国民体育大会             | 袋井市       | 走幅跳  | 優勝     | 7m66 (-0.1)     | 自己ベスト              |
| 2004 (大1)  | 関東インカレ             | 横浜市       | 走幅跳  | 9位      | 7m29 (-0.2)     |                         |
| 2004 (大1)  | 日本ジュニア選手権       | 神戸市       | 走幅跳  | 7位      | 7m09 (+0.2)     |                         |
| 2004 (大1)  | 日本インカレ             | 東京都       | 走幅跳  | 16位     | 7m23 (+2.3)     |                         |
| 2005 (大2)  | 関東インカレ             | 東京都       | 走幅跳  | 11位     | 7m22 (-0.2)     |                         |
| 2005 (大2)  | 日本インカレ             | 東京都       | 走幅跳  | 10位     | 7m39 (+2.0)     |                         |
| 2006 (大3)  | 関東インカレ             | 横浜市       | 走幅跳  | 4位      | 7m67 (+3.6)     |                         |
| 2006 (大3)  | 日本インカレ             | 横浜市       | 4x100mR | 4位      | 39秒53 (1走)    |                         |
| 2006 (大3)  | 日本インカレ             | 横浜市       | 走幅跳  | 4位      | 7m72 (+1.5)     | 自己ベスト              |
| 2007 (大4)  | 静岡国際                 | 静岡市       | 走幅跳  | 優勝     | 7m87 (+3.1)     |                         |
| 2007 (大4)  | 関東インカレ             | 東京都       | 4x100mR | 予選     | DQ (1走)        |                         |
| 2007 (大4)  | 関東インカレ             | 東京都       | 走幅跳  | 優勝     | 7m62 (+1.1)     |                         |
| 2007 (大4)  | 日本インカレ             | 東京都       | 走幅跳  | 12位     | 7m27 (-0.7)     |                         |
| 2007 (大4)  | 国民体育大会             | 秋田市       | 走幅跳  | 10位     | 7m23 (-0.1)     |                         |
| 2008 (社1)  | 国際グランプリ大阪       | 大阪市       | 走幅跳  | 3位      | 7m59 (-0.7)     |                         |
| 2008 (社1)  | 南部記念                 | 函館市       | 走幅跳  | 2位      | 7m81 (+1.1)     |                         |
| 2008 (社1)  | 全日本実業団選手権       | 天童市       | 走幅跳  | 3位      | 7m55 (+2.7)     |                         |
| 2008 (社1)  | 国民体育大会             | 大分市       | 4x100mR | 準決勝   | 41秒26 (1走)    |                         |
| 2008 (社1)  | 国民体育大会             | 大分市       | 走幅跳  | 優勝     | 7m90 (+0.2)     | 自己ベスト              |
| 2008 (社1)  | 田島記念                 | 下関市       | 走幅跳  | 優勝     | 7m90 (+1.4)     | 大会記録 自己ベストタイ |
| 2009 (社2)  | 国際グランプリ大阪       | 大阪市       | 走幅跳  | 4位      | 7m82 (+1.8)     |                         |
| 2009 (社2)  | 東日本実業団選手権       | 天童市       | 走幅跳  | 優勝     | 7m85 (+0.2)     |                         |
| 2009 (社2)  | 南部記念                 | 札幌市       | 走幅跳  | 3位      | 7m55 (+2.0)     |                         |
| 2009 (社2)  | 全日本実業団選手権       | 岡山市       | 4x100mR | 8位      | 43秒07 (1走)    |                         |
| 2009 (社2)  | 全日本実業団選手権       | 岡山市       | 走幅跳  | 優勝     | 7m89 (+2.6)     |                         |
| 2009 (社2)  | 国民体育大会             | 新潟市       | 4x100mR | 準決勝   | 41秒19 (2走)    |                         |
| 2009 (社2)  | 国民体育大会             | 新潟市       | 走幅跳  | 優勝     | 7m76 (+0.5)     |                         |
| 2009 (社2)  | 田島記念                 | 下関市       | 走幅跳  | 2位      | 7m89 (+3.6)     |                         |
| 2010 (社3)  | 兵庫リレーカーニバル     | 神戸市       | 走幅跳  | 優勝     | 8m00 (+2.0)     | 自己ベストタイ          |
| 2010 (社3)  | 国際グランプリ大阪       | 大阪市       | 走幅跳  | 5位      | 7m77 (+1.2)     |                         |
| 2010 (社3)  | 東日本実業団選手権       | 熊谷市       | 走幅跳  | 優勝     | 7m76 (+1.9)     |                         |
| 2010 (社3)  | 全日本実業団選手権       | 新潟市       | 走幅跳  | 優勝     | 7m96 (+1.5)     |                         |
| 2010 (社3)  | 国民体育大会             | 千葉市       | 4x100mR | 予選     | DQ (3走)        |                         |
| 2010 (社3)  | 国民体育大会             | 千葉市       | 走幅跳  | 3位      | 7m85 (+1.4)     |                         |
| 2010 (社3)  | 実業団・学生対抗         | 小田原市     | 走幅跳  | 優勝     | 7m75 (+0.8)     |                         |
| 2011 (社4)  | 兵庫リレーカーニバル     | 神戸市       | 走幅跳  | 優勝     | 7m96 (+0.5)     |                         |
| 2011 (社4)  | ゴールデングランプリ川崎 | 川崎市       | 走幅跳  | 3位      | 8m05 (+2.1)     |                         |
| 2011 (社4)  | 東日本実業団選手権       | 熊谷市       | 走幅跳  | 2位      | 7m89 (+1.4)     |                         |
| 2011 (社4)  | 全日本実業団選手権       | 鳴門市       | 4x100mR | 3位      | 41秒22 (4走)    |                         |
| 2011 (社4)  | 全日本実業団選手権       | 鳴門市       | 4x400mR | 予選     | 3分17秒00 (2走) | 決勝進出                |
| 2011 (社4)  | 全日本実業団選手権       | 鳴門市       | 走幅跳  | 優勝     | 8m09 (+2.6)     |                         |
| 2011 (社4)  | 国民体育大会             | 山口市       | 4x100mR | 予選     | 42秒05 (4走)    |                         |
| 2011 (社4)  | 国民体育大会             | 山口市       | 走幅跳  | 優勝     | 7m85 (-0.1)     |                         |
| 2012 (社5)  | マウント・サック・リレー | ウォルナット | 走幅跳  | 2位      | 8m09 (+0.0)     |                         |
| 2012 (社5)  | 織田記念                 | 広島市       | 走幅跳  | 優勝     | 8m02 (-0.5)     |                         |
| 2012 (社5)  | ゴールデングランプリ川崎 | 川崎市       | 走幅跳  | 優勝     | 7m98 (+0.8)     |                         |
| 2012 (社5)  | 東日本実業団選手権       | 熊谷市       | 走幅跳  | 優勝     | 7m97 (+3.0)     |                         |
| 2012 (社5)  | マドリード国際           | マドリード   | 走幅跳  | 7位      | 7m82 (+3.7)     |                         |
| 2012 (社5)  | 全日本実業団選手権       | 福岡市       | 4x100mR | 予選     | 40秒01 (4走)    | 決勝進出                |
| 2012 (社5)  | 全日本実業団選手権       | 福岡市       | 走幅跳  | 優勝     | 7m78 (+1.6)     |                         |
| 2012 (社5)  | 国民体育大会             | 岐阜市       | 走幅跳  | 3位      | 7m79 (-0.4)     |                         |
| 2013 (社5)  | 日本ジュニア室内 (OP)    | 大阪市       | 走幅跳  | 優勝     | 7m67            |                         |
| 2013 (社6)  | 全日本実業団選手権       | 熊谷市       | 走幅跳  | 優勝     | 7m83 (+0.6)     |                         |
| 2013 (社6)  | 国民体育大会             | 調布市       | 走幅跳  | 優勝     | 7m91 (+1.3)     |                         |
| 2013 (社6)  | 田島記念                 | 山口市       | 走幅跳  | 2位      | 7m90 (+0.7)     | 大会タイ記録            |
| 2014 (社6)  | 日本ジュニア室内 (OP)    | 大阪市       | 走幅跳  | 優勝     | 7m70            | 自己ベストタイ          |
| 2014 (社7)  | 織田記念                 | 広島市       | 走幅跳  | 優勝     | 7m98 (+1.8)     |                         |
| 2014 (社7)  | 水戸招待                 | 水戸市       | 走幅跳  | 優勝     | 7m92 (+2.8)     | 大会記録                |
| 2014 (社7)  | 東日本実業団選手権       | 福島市       | 走幅跳  | 優勝     | 8m16 (+2.5)     |                         |
| 2014 (社7)  | 実業団・学生対抗         | 小田原市     | 走幅跳  | 優勝     | 8m00 (+1.8)     |                         |
| 2014 (社7)  | 全日本実業団選手権       | 山口市       | 4x100mR | 予選     | 39秒59 (1走)    | 決勝進出                |
| 2014 (社7)  | 全日本実業団選手権       | 山口市       | 走幅跳  | 優勝     | 7m95 (+1.0)     |                         |
| 2014 (社7)  | 国民体育大会             | 諫早市       | 走幅跳  | 優勝     | 7m93 (+2.2)     |                         |
| 2015 (社7)  | オーストラリア選手権     | ブリスベン   | 走幅跳  | 2位      | 8m00 (+2.2)     |                         |
| 2015 (社8)  | マウント・サック・リレー | ウォルナット | 走幅跳  | 2位      | 8m18 (+1.3)     | 日本歴代3位             |
| 2015 (社8)  | 兵庫リレーカーニバル     | 神戸市       | 走幅跳  | 2位      | 8m07 (+2.2)     |                         |
| 2015 (社8)  | 全日本実業団選手権       | 岐阜市       | 走幅跳  | 記録なし | NM              |                         |
| 2015 (社8)  | 国民体育大会             | 和歌山市     | 走幅跳  | 3位      | 7m76 (+1.2)     |                         |
| 2016 (社9)  | テキサスリレー           | オースティン | 走幅跳  | 5位      | 7m75 (+1.6)     |                         |
| 2016 (社9)  | 全日本実業団選手権       | 大阪市       | 走幅跳  | 29位     | 5m72 (-0.9)     |                         |
| 2017 (社10) | 水戸招待                 | 水戸市       | 走幅跳  | 3位      | 7m53 (+2.0)     |                         |
| 2017 (社10) | 田島記念                 | 山口市       | 走幅跳  | 2位      | 7m61 (+0.6)     |                         |
| 2017 (社10) | 南部記念                 | 札幌市       | 走幅跳  | 3位      | 7m75 (+2.8)     |                         |
| 2017 (社10) | 全日本実業団選手権       | 大阪市       | 4x100mR | 予選     | 40秒44 (4走)    | 決勝進出                |
| 2017 (社10) | 全日本実業団選手権       | 大阪市       | 走幅跳  | 9位      | 7m44 (+0.1)     |                         |
| 2017 (社10) | 国民体育大会             | 松山市       | 走幅跳  | 記録なし | NM              |                         |